# Hiệp hội Hang động Hoàng gia Anh
Hiệp hội Hang động Anh (hay được gọi là Hiệp hội Hang động Hoàng gia Anh ở Việt Nam, tiếng Anh: British Caving Association) là một cơ quan quản lý việc thám hiểm và nghiên cứu hang động ở Vương quốc Liên hiệp Anh và được Hội đồng Thể thao Anh thừa nhận. Tiền thân của nó là Hiệp hội Hang động Quốc gia.

## Lịch sử
Hiệp hội Speleological Anh (BSA) được thành lập vào năm 1935, nhưng đây không phải là một cơ quan quản lý quốc gia. Hiệp hội Hang động Quốc gia (NCA) được thành lập vào năm 1968 với tư cách là cơ quan quản lý đầu tiên, được Hội đồng Thể thao công nhận. Tuy nhiên, Hiệp hội Nghiên cứu Hang động Anh, đơn vị kế nhiệm của BSA, vẫn tiếp tục thực hiện một số chức năng của 'cơ quan quốc gia' sau khi thành lập vào năm 1973.
NCA tồn tại cho đến năm 2005 khi nó chuyển giao trách nhiệm của mình cho Hiệp hội Hang động Anh, được thành lập vào năm trước. Đồng thời, BCA cũng tiếp quản chức năng “cơ quan quốc gia” từ Hiệp hội nghiên cứu hang động Anh.

## Cơ quan thành phần
Tư cách thành viên của Hiệp hội Hang động Anh bao gồm các tư cách cá nhân, câu lạc bộ, hội đồng khu vực và cơ quan thành phần.
Các cơ quan thành phần bao gồm:
- Hiệp hội các Hướng dẫn viên Hang động
- Hội Nghiên cứu Hang động Anh
- Hội đồng Cứu hộ Hang động Anh
- Nhóm Lặn Hang động
- Hội đồng các Câu lạc bộ Hang động các trường đại học
- Hiệp hội Quốc gia các Tổ chức Nghiên cứu Khai mỏ
- Quỹ Nghiên cứu Hang động William Pengelly

Các hội đồng khu vực gồm:
- Hội đồng Hang động Cambria
- Hội đồng các Câu lạc bộ Hang động phương Bắc
- Hội đồng các Câu lạc bộ Hang động phương Nam
- Hội Hang động Derbyshire
- Hội Ngầm Devon & Cornwall

## Hoạt động ở Việt Nam
Ngày 22/4/2009, Hiệp hội hang động Hoàng gia Anh công bố trước ủy ban nhân dân tỉnh Quảng Bình phát hiện hang động lớn nhất thế giới tại Việt Nam. Hang được đặt tên Sơn Đoòng, nằm cách đường Hồ Chí Minh tuyến phía Tây 9,5 km, thuộc di sản thiên nhiên thế giới Phong Nha - Kẻ Bàng. Đoàn thám hiểm mới khám phá được 6,5 km do chưa có điều kiện kỹ thuật tốt nên chưa kết luận khoa học về độ dài của hang động mới này.
Howard Limbirt, trưởng đoàn thám hiểm xác nhận Sơn Đoòng là hang động lớn nhất thế giới với chiều rộng hơn 200m, chiều cao hơn 150m.
Ngoài ra đoàn cũng phát hiện một hố sụt catxtơ sâu nhất Việt Nam với độ sâu hơn 255m, tại km18 đường 20. Hố sụt này được đánh giá độ tuổi hơn 400 triệu năm.